# Hinthada (distrikt)
Hinthada District är ett distrikt i Myanmar.   Det ligger i regionen Ayeyarwady, i den södra delen av landet, 230 km söder om huvudstaden Naypyidaw.